# Go Soeda
Go Soeda (添田 豪, Soeda Gō), né le 5 septembre 1984 à Kanagawa, est un joueur de tennis japonais, professionnel de 2003 à 2022.

## Carrière

### Débuts
Go Soeda atteint le 20e rang mondial junior en décembre 2002.
En juillet 2005, il prend part à sa première rencontre de Coupe Davis et en octobre participe à son premier tournoi sur le circuit principal ATP à Hô Chi Minh (ATP 250 Series) puis à Tokyo (ATP 500 Series), tous deux en passant par les qualifications.
En 2006, il accède directement au tableau principal de Pékin puis entre avec une invitation à Tokyo mais ne passe pas le premier tour. À l'Open d'Australie 2007, il fait ses débuts en Grand Chelem grâce à une invitation où il est battu par Mario Ančić.  Cette année, il perd ses deux simples dans le tour préliminaire (play off) du groupe mondial de la Coupe Davis contre la Roumanie.
En 2008, après un premier tour à Indianapolis, il gagne enfin un match sur le circuit ATP à Pékin. Il signe sa meilleure saison en Challenger avec quatre titres et 41 victoires. En 2009, il participe pour la première fois à l'Open de Chennai et en sortant des qualifications à Indianapolis.
En 2010, il échoue au dernier tour des qualifications du Tournoi de Wimbledon mais entre dans le grand tableau, pour la première fois, en tant que 4e joueur repêché (lucky loser). Il passe ensuite un tour sur le gazon de Newport. L'année suivante, il parvient au 2e tour à Johannesburg. Il participe ensuite aux trois tournois du Grand Chelem dont l'US Open en sortant des qualifications mais ne parvient pas à gagner un match. À Bangkok toujours en 2011, il réalise sa meilleure performance en atteignant les quarts de finale après être passé par les qualifications.

### 2012: meilleure saison et meilleur classement
En janvier 2012, à Chennai, il atteint les demi-finales d'un tournoi ATP pour la première fois en sortant des qualifications après avoir battu Stanislas Wawrinka alors qu'il était 17e mondial.
Il participe au premier tour du groupe mondial de la Coupe Davis où il remporte le premier simple face au Croate Ivan Dodig où il remonte un retard de deux sets à zéro (63-7, 3-6, 6-4, 6-3, 7-5). Lors des Internationaux de France, il échoue au premier tour face à Dmitri Toursounov puis enregistre sa première victoire en majeur à Wimbledon en éliminant Igor Kunitsyn avant de se faire éliminer par Juan Martín del Potro au tour suivant.
Il parvient une nouvelle fois en demi-finale lors du tournoi d'Atlanta où en tant que tête de série numéro 8, il élimine Xavier Malisse, Igor Kunitsyn, puis son compatriote tête de série numéro 3 Kei Nishikori, pour s'incliner face au luxembourgeois Gilles Müller. Il atteint à l'issue du tournoi son meilleur classement au 42e rang. 

### 2013 - 2019: présence sur le circuit secondaire
Go Soeda accède au deuxième tour de l'Open d'Australie après avoir éliminé Xavier Malisse puis s'incline contre Jo-Wilfried Tsonga. Il passe également un tour à Wimbledon en éliminant Andreas Haider-Maurer. Plus présent sur le circuit Challenger, il remporte trois tournois en 2014 puis ses deux derniers à Séoul en 2015 et Winnipeg en 2016. En 2015, il passe un tour à l'Open d'Australie face à Elias Ymer et signe une victoire sur l'ex numéro 1 mondial Lleyton Hewitt à Houston. Il est également quart de finaliste à Atlanta après avoir éliminé Alexandr Dolgopolov et Adrian Mannarino.
En 2017, il se qualifie pour l'Open d'Australie où il est battu par Malek Jaziri. Il dispute sa 30e finale en Challenger à Busan contre Vasek Pospisil. En 2019, participe à sa dernière finale à Jinan puis passe un tour à Tokyo pour la première fois en 13 participations, battant Jan-Lennard Struff avant de s'incliner face au futur vainqueur Novak Djokovic.

### 2020 - 2022: fin de carrière
Go Soeda participe à l'ATP Cup en 2020 au sein de l'équipe japonaise et gagne deux matchs face à Aleksandre Metreveli et Martin Cuevas. Ses derniers résultats significatifs sont un quart de finale à Istanbul en 2021 et une demi-finale à Monterrey en 2022. Il prend sa retraite lors de l'Open du Japon en octobre 2022 à 38 ans. Il est nommé cette année-là capitaine de l'équipe du Japon de Coupe Davis.

## Palmarès
Jamais titré sur le circuit ATP, Go Soeda fait partie des joueurs les plus prolifiques sur le circuit secondaire Challenger. Il a en effet remporté 18 tournois en simple sur 31 finales disputées : Manta en 2007, Kyoto, Busan, New Delhi et Toyota en 2008, Tiburon en 2009, Manta en 2010, Pingguo et Wuhai en 2011, Honolulu, Pingguo et Kaohsiung en 2012, Maui en 2013, Busan, Nanchang et Toyota en 2014, Séoul en 2015 et Winnipeg en 2016, soit 10 années consécutives avec au moins un titre. En 2022, Soeda est le 5e joueur le plus titré en Challenger et le 3e au nombre de matchs remportés.
En double, il n'a remporté qu'un tournoi à Yokohama en 2007. Sur le circuit ITF Futures, il compte six titres en simple et un en double.

## Parcours dans les tournois duGrand Chelem

### En simple
| Année | Open d'Australie | Open d'Australie | Internationaux de France | Internationaux de France | Wimbledon       | Wimbledon       | US Open         | US Open           |
| ----- | ---------------- | ---------------- | ------------------------ | ------------------------ | --------------- | --------------- | --------------- | ----------------- |
| 2007  | 1er tour (1/64)  | Mario Ančić      | —                        | —                        | —               | —               | —               | —                 |
| 2008  | —                | —                | —                        | —                        | —               | —               | —               | —                 |
| 2009  | —                | —                | —                        | —                        | —               | —               | —               | —                 |
| 2010  | —                | —                | —                        | —                        | 1er tour (1/64) | Martin Fischer  | —               | —                 |
| 2011  | —                | —                | 1er tour (1/64)          | Mikhail Youzhny          | 1er tour (1/64) | J.-W. Tsonga    | 1er tour (1/64) | Kevin Anderson    |
| 2012  | —                | —                | 1er tour (1/64)          | D. Toursounov            | 2e tour (1/32)  | J. M. del Potro | 1er tour (1/64) | Mardy Fish        |
| 2013  | 2e tour (1/32)   | J.-W. Tsonga     | 1er tour (1/64)          | João Sousa               | 2e tour (1/32)  | Richard Gasquet | 1er tour (1/64) | Márcos Baghdatís  |
| 2014  | 1er tour (1/64)  | Andy Murray      | —                        | —                        | —               | —               | —               | —                 |
| 2015  | 2e tour (1/32)   | F. Verdasco      | 1er tour (1/64)          | P. Kohlschreiber         | 1er tour (1/64) | John Isner      | —               | —                 |
| 2016  | —                | —                | —                        | —                        | —               | —               | —               | —                 |
| 2017  | 1er tour (1/64)  | Malek Jaziri     | —                        | —                        | —               | —               | —               | —                 |
| 2018  | —                | —                | —                        | —                        | —               | —               | —               | —                 |
| 2019  | —                | —                | —                        | —                        | —               | —               | —               | —                 |
| 2020  | —                | —                | —                        | —                        | Annulé          | Annulé          | 1er tour (1/64) | Matteo Berrettini |

N.B. : à droite du résultat se trouve le nom de l'ultime adversaire.

### En double
| Année | Open d'Australie                                                             | Open d'Australie | Internationaux de France                                                      | Internationaux de France | Wimbledon | Wimbledon                                                                       | US Open | US Open |
| ----- | ---------------------------------------------------------------------------- | ---------------- | ----------------------------------------------------------------------------- | ------------------------ | --------- | ------------------------------------------------------------------------------- | ------- | ------- |
| 2012  | —                                                                            | —                | 2e tour (1/16) Lu Y-h. \|\| style="text-align:left;" \| M. Llodra N. Zimonjić | —                        | —         | 1er tour (1/32) T. Ito \|\| style="text-align:left;" \| A. Bogomolov R. Klaasen |         |         |
| 2013  | 2e tour (1/16) Lu Y-h. \|\| style="text-align:left;" \| J. S. Cabal R. Farah | —                | —                                                                             | —                        | —         | —                                                                               | —       |         |

N.B. : le nom du ou de la partenaire se trouve sous le résultat ; le nom des ultimes adversaires se trouve à droite.

## Parcours dans lesMasters 1000
| Année | Indian Wells         | Miami              | Monte-Carlo | Madrid | Rome | Canada | Cincinnati | Shanghai             | Paris |
| ----- | -------------------- | ------------------ | ----------- | ------ | ---- | ------ | ---------- | -------------------- | ----- |
| 2012  | —                    | —                  | —           | —      | —    | —      | —          | 1er tour F. Verdasco | —     |
| 2013  | 1er tour R. Harrison | 1er tour A. Falla  | —           | —      | —    | —      | —          | 1er tour N. Almagro  | —     |
| 2014  | —                    | —                  | —           | —      | —    | —      | —          | —                    | —     |
| 2015  | —                    | 1er tour Jack Sock | —           | —      | —    | —      | —          | 1er tour D. Goffin   | —     |

N.B. : sous le résultat se trouve le nom de l’ultime adversaire.

## Parcours enCoupe Davis
| #                                                       | Date             | Lieu      | Surface         | Gagnant(s)                   | Perdant(s)                 | Score                    |          |
|                                                         |                  |           |                 |                              |                            |                          |          |
| 2007 - play-off (groupe mondial) - Japon - Roumanie 2:3 |                  |           |                 |                              |                            |                          |          |
| 1                                                       | 21-23/09/2007    | Osaka     | Moquette (int.) | Andrei Pavel                 | Go Soeda                   | 6-3, 67-7, 7-5, 6-3      | Parcours |
| 1                                                       | 21-23/09/2007    | Osaka     | Moquette (int.) | Victor Hănescu               | Go Soeda                   | 6-3, 5-7, 7-68, 7-63     | Parcours |
|                                                         |                  |           |                 |                              |                            |                          |          |
| 2011 - play-off (groupe mondial) - Japon - Inde 4:1     |                  |           |                 |                              |                            |                          |          |
| 2                                                       | 16-18/09/2011    | Tokyo     | Dur (ext.)      | Go Soeda                     | Rohan Bopanna              | 4-5 ab.                  | Parcours |
|                                                         |                  |           |                 |                              |                            |                          |          |
| 2012 - 1er tour (groupe mondial) - Japon - Croatie 2:3  |                  |           |                 |                              |                            |                          |          |
| 3                                                       | 10-12/02/2012    | Kobe      | Dur (int.)      | Go Soeda                     | Ivan Dodig                 | 63-7, 3-6, 6-4, 6-3, 7-5 | Parcours |
| 3                                                       | 10-12/02/2012    | Kobe      | Dur (int.)      | Ivo Karlović                 | Go Soeda                   | 7-64, 6-1, 6-4           | Parcours |
|                                                         |                  |           |                 |                              |                            |                          |          |
| 2012 - play-off (groupe mondial) - Japon - Israël 2:3   |                  |           |                 |                              |                            |                          |          |
| 4                                                       | 14-16/09/2012    | Tokyo     | Dur (ext.)      | Go Soeda                     | Dudi Sela                  | 6-2, 6-4, 3-6, 6-4       | Parcours |
| 4                                                       | 14-16/09/2012    | Tokyo     | Dur (ext.)      | Amir Weintraub               | Go Soeda                   | 6-3, 7-65, 4-6, 6-3      | Parcours |
|                                                         |                  |           |                 |                              |                            |                          |          |
| 2013 - play-off (groupe mondial) - Japon - Colombie 3:2 |                  |           |                 |                              |                            |                          |          |
| 5                                                       | 13-15/09/2013    | Tokyo     | Dur (ext.)      | Santiago Giraldo             | Go Soeda                   | 6-4, 3-6, 7-5, 3-6, 6-1  | Parcours |
| 5                                                       | 13-15/09/2013    | Tokyo     | Dur (ext.)      | Go Soeda                     | Alejandro Falla            | 4-6, 6-4, 6-3, 6-3       | Parcours |
|                                                         |                  |           |                 |                              |                            |                          |          |
| 2014 - 1er tour (groupe mondial) - Japon - Canada 4:1   |                  |           |                 |                              |                            |                          |          |
| 6                                                       | 31/01-02/02/2014 | Tokyo     | Dur (int.)      | Frank Dancevic               | Go Soeda                   | 6-4, 7-62, 6-1           | Parcours |
| 6                                                       | 31/01-02/02/2014 | Tokyo     | Dur (int.)      | Go Soeda                     | Peter Polansky             | 6-1, 6-4                 | Parcours |
|                                                         |                  |           |                 |                              |                            |                          |          |
| 2015 - 1er tour (groupe mondial) - Canada - Japon 3:2   |                  |           |                 |                              |                            |                          |          |
| 7                                                       | 06-08/03/2015    | Vancouver | Dur (int.)      | Daniel Nestor Vasek Pospisil | Go Soeda Yasutaka Uchiyama | 7-5, 2-6, 6-3, 3-6, 6-3  | Parcours |
| 7                                                       | 06-08/03/2015    | Vancouver | Dur (int.)      | Vasek Pospisil               | Go Soeda                   | 7-5, 6-3, 6-4            | Parcours |
|                                                         |                  |           |                 |                              |                            |                          |          |
| 2017 - play-off (groupe mondial) - Japon - Brésil 3:1   |                  |           |                 |                              |                            |                          |          |
| 8                                                       | 15-17/09/2017    | Osaka     | Dur (ext.)      | Go Soeda                     | Thiago Monteiro            | 3-6, 6-4, 6-3, 61-7, 6-4 | Parcours |

## Classement ATP en fin de saison
| Année          | 2001 | 2002 | 2003 | 2004 | 2005 | 2006 | 2007 | 2008 | 2009 | 2010 | 2011 | 2012 | 2013 | 2014 | 2015 | 2016 | 2017 | 2018 | 2019 | 2020 | 2021 |
| Rang en simple | 1303 | 892  | 630  | 493  | 334  | 182  | 238  | 128  | 241  | 120  | 120  | 58   | 105  | 100  | 132  | 126  | 150  | 234  | 122  | 133  | 239  |

Source : (en) Classements de Go Soeda sur le site officiel de la Fédération internationale de tennis